# Patty Smyth
Patricia Smyth (født 26. juni 1957) er en amerikansk sangerinde og sangskriver. Hun blev først nationalt kendt som medlem af rockbandet Scandal og fortsatte derefter med at indspille og optræde som soloartist. Hendes karakteristiske stemme og new wave-image blev eksponeret bredt gennem videooptagelser, der blev sendt på kabel-musikvideokanaler som MTV. Hendes debut-soloalbum Never Enough blev modtaget godt og et par sange derfra kom på Top 100 listen. I begyndelsen af 1990'erne nåede hun top 10 med hitsinglen "Sometimes Love Just Ain't Enough", en duet med Don Henley fra Eagles. Hun optrådte og skrev sammen med James Ingram sangen "Look What Love Has Done" til filmen Junior fra 1994. Værket gav hende en Grammy Award-nominering for Bedste sang skrevet for visuelle medier, samt en Oscar-nominering for bedste originale sang. Smyth giftede sig med den pensionerede tennisspiller John McEnroe i 1997.

## Musikkarriere

### Med Scandal
Efter at være vokset op i Brooklyn-kvarteret Gerritsen Beach sluttede Smyth sig til Scandal som forsanger i 1981. Bandet udgav en debut-EP med samme navn året efter. Med sangen "Goodbye to You" blev den til Columbia Records' mest solgte EP. I 1984 udgav de deres opfølger, Warrior. Opløftet af MTV airplay toppede albummet som nr. 17 på den amerikanske Billboard 200-hitliste, og den første sang fra udgivelsen, også med titlen "The Warrior", var et Top 10-hit. Men på trods af deres succes førte interne stridigheder i bandet til deres opløsning kort efter.

### Solokarriere
Efter afslutningen på Scandal blev Smyth inviteret af sin ven Eddie Van Halen til at slutte sig til bandet Van Halen for at erstatte David Lee Roth som forsanger. Hun takkede dog nej til tilbuddet, fordi hun var gravid i ottende måned, og "Det var bare ikke det rigtige tidspunkt for mig," siger hun nu. "Jeg var en New Yorker, jeg ville ikke bo i LA ... og de fyre var fulde og skændtes hele tiden." Hun gæstede på Hooters-albummet Nervous Night fra 1985 på sangen "Where Do the Children Go" som akkompagnerende vokalist.
Smyth udgav sit første soloalbum, Never Enough, i 1987. Det indeholder hendes version af Tom Waits-sangen "Downtown Train", som Rod Stewart gjorde til et hit tre år senere, og titelnummeret "Never Enough", som var samskrevet med Hooters-medlemmer, og som selv var baseret på en sang af samme titel, som Hooters-medlemmerne Eric Bazilian og Rob Hyman havde skrevet til deres tidligere band, Baby Grand. I 1988 bidrog hun til den Diane Warren-skrevede sang "I Run Right Back", som blev brugt på Caddyshack II-soundtracket. Hun gik endnu engang solo i 1992, med den eponyme plade, Patty Smyth. Fra den sikrede hun sig en hitplade gennem en duet med Don Henley fra Eagles, med titlen "Sometimes Love Just Ain't Enough." Dette toppede som nr. 2 på Billboard Hot 100, og blev guldcertificeret til salg af 500.000 eksemplarer. Albummet, der også er guldcertificeret, indeholdt et ekstra US Top 40-hit med "No Mistakes" og affødte også det mindre hit "I Should Be Laughing". Smyth havde tidligere indspillet med Henley som backing-sanger på flere af sangene på hans albums Building the Perfect Beast og The End of the Innocence.
Smyth var efterfølgende med til at skrive sangen "Look What Love Has Done" fra 1994, som blev nomineret til en Grammy og en Oscar, efter dens optræden på soundtracket til spillefilmen Junior. Yderligere anmodninger om soundtrack-sange resulterede i, at hun skrev og komponerede temamelodien "Wish I Were You" til filmen Armageddon fra 1998. Hendes mand, John McEnroe, hævder i sin selvbiografi , at hun blev inspireret til at skrive sangen ud fra hans forsøg på at etablere en musikkarriere; hun blev påvirket af hans begejstring ved at spille musik, da hendes egne følelser omkring musikindustrien var meget mere ambivalente.
I 2015, for at promovere udgivelsen af hendes julealbum kaldet Come On December, finansierede hun en kampagne, for at støtte Headstrong Project med alle de penge, der blev indsamlet fra forudbestillingerne af hendes non-profit album. Albummet indeholdt singlen "Broken", og musikvideoen til singlen blev udgivet lige før Veterans Day. Musikvideoen blev desuden filmet på en grund, der tilhørte en afdeling af Veterans of Foreign Wars. Albummet blev udgivet den 20. november 2015.

### Genforening med Scandal
I 2004 rekrutterede VH1 Smyth og de overlevende medlemmer af Scandal til en Bands Reunited-episode, hvilket resulterede i en mindre genforeningsturné på USA's østkyst i 2005. Året efter udgav Columbia/Legacy en ny Scandal-opsamlings-cd som en del af We Are the '80s-serien. Samlingen indeholdt tre uudgivne numre fra indspilningerne i 1982 ("Grow So Wise", "If You Love Me", "I'm Here Tonight") samt "All My Life", der tidligere var at finde på bagsiden af "Goodbye to You". I juli 2008 rapporterede Billboard om den kommende udgivelse af ny musik fra bandet (med de originale medlemmer Keith Mack og Benjy King). De udgav deres første single i over 24 år som ét band ("Hard for You to Love Me", også omtalt som "Make It Hard") 17. januar 2009 i Ridgefield, Connecticut.

## Personlige liv
Smyth har en datter, Ruby, med sin første mand, Richard Hell. Hun mødte John McEnroe i 1993 og deres datter, Anna, blev født i 1995, og parret giftede sig i 1997. De har siden fået endnu en datter, Ava.
Smyth og McEnroe bor i en duplex i Upper West Side, Manhattan.

## Diskografi

### Album
| 1987                                       | Never Enough                      | 66 | —  |
| 1992                                       | Patty Smyth                       | 47 | 94 |
| 1998                                       | Greatest Hits – Featuring Scandal | —  | —  |
| 2015                                       | Come On December                  | —  | —  |
| 2020                                       | It's About Time                   | —  | —  |
| "—" nåede ikke hitlisterne i dette område. |                                   |    |    |

### Singler
| År                                         | Single                                                  | Højeste hitlisteplaceringer | Højeste hitlisteplaceringer | Højeste hitlisteplaceringer | Højeste hitlisteplaceringer | Højeste hitlisteplaceringer | Højeste hitlisteplaceringer | Højeste hitlisteplaceringer | Album             |
| År                                         | Single                                                  | USA                         | USA Main                    | USA AC                      | AUS                         | UK                          | CAN                         | CAN AC                      | Album             |
| ------------------------------------------ | ------------------------------------------------------- | --------------------------- | --------------------------- | --------------------------- | --------------------------- | --------------------------- | --------------------------- | --------------------------- | ----------------- |
| 1987                                       | "Never Enough"                                          | 61                          | 4                           | —                           | —                           | —                           | —                           | —                           | Never Enough      |
| 1987                                       | "Downtown Train"                                        | 95                          | 40                          | —                           | —                           | —                           | —                           | —                           | Never Enough      |
| 1987                                       | "Er det ikke nok"                                       | —                           | 26                          | —                           | —                           | —                           | —                           | —                           | Never Enough      |
| 1992                                       | "Sometimes Love Just Ain't Enough" (med Don Henley )    | 2                           | —                           | 1                           | 5                           | 22                          | 1                           | 2                           | Patty Smyth       |
| 1992                                       | "No Mistakes" (ukrediteret harmonivokal af Don Henley ) | 33                          | —                           | 4                           | —                           | —                           | —                           | —                           | Patty Smyth       |
| 1993                                       | "I Should Be Laughing"                                  | 86                          | —                           | —                           | —                           | —                           | —                           | —                           | Patty Smyth       |
| 1993                                       | "Shine"                                                 | —                           | —                           | —                           | —                           | —                           | —                           | —                           | Patty Smyth       |
| 1994                                       | "Look What Love Has Done"                               | 106                         | —                           | 23                          | —                           | —                           | —                           | —                           | Ikke-album single |
| 2015                                       | "Broken"                                                | —                           | —                           | —                           | —                           | —                           | —                           | —                           | Come On December  |
| 2020                                       | "Drive"                                                 | —                           | —                           | —                           | —                           | —                           | —                           | —                           | It's About Time   |
| "—" nåede ikke hitlisterne i dette område. |                                                         |                             |                             |                             |                             |                             |                             |                             |                   |